# Wyższa Szkoła Handlu i Finansów Międzynarodowych im. Fryderyka Skarbka w Warszawie
Wyższa Szkoła Handlu i Finansów Międzynarodowych im. Fryderyka Skarbka w likwidacji w Warszawie – była uczelnia niepubliczna założona w 1995 roku przez Międzynarodową Szkołę Handlu.

## Historia
- 28 listopada 1995 roku – wpisanie WSHiFM do rejestru uczelni niepaństwowych na mocy decyzji Ministra Edukacji Narodowej pod numerem 70.
- kwiecień 2000 – otrzymanie uprawnień do prowadzenia studiów magisterskich na kierunku Ekonomia;
- kwiecień 2002 roku – założenie Zachodniej Wyższej Szkoły Handlu i Finansów Międzynarodowych w Zielonej Górze;
- październik 2001 – otwarcie Wydziału Informatyki Gospodarczej;
- Od 2004 roku – współorganizacja studiów doktoranckich z Instytutem Nauk Ekonomicznych Polskiej Akademii Nauk;
- luty 2006 roku – otwarcie Wydziału Turystyki;
- wrzesień 2007 roku – uruchomienie Programu MOBILNY STUDENT, w ramach którego studenci otrzymują notebooka do celów edukacyjnych;
- listopad 2007 roku – podpisanie umowy z firmą IBM w sprawie współpracy akademickiej.
- marzec 2008 roku – objęcie honorowego patronatu nad studiami podyplomowymi MBA dla menedżerów sektora energetycznego „Innowacyjna Energetyka” przez Wiceprezesa Rady Ministrów i Ministra Gospodarki, pana Waldemara Pawlaka;
- kwiecień 2008 roku – podpisanie umowy z IBM o otwarciu laboratorium technik portalowych i distance learning;
- maj 2008 roku – podpisanie umowy z Wyższą Szkołą Dziennikarską im. Melchiora Wańkowicza o utworzeniu Międzyuczelnianych Instytutów Dziennikarstwa i Nauk Społecznych w Lublinie i Radomiu;
- 2008 roku – podpisanie umowy z Wyższą Szkołą Mazowiecką o utworzeniu Międzyuczelnianego Wydziału Europeistyki w Warszawie;
- październik 2008 roku – podpisanie umowy z Tiffin University o prowadzeniu studiów Executive MBA na kierunku Global Management.

## Władze
- Rektor – prof. dr hab. Michał Kelles-Krauz (zmarł 4 października 2015[1])
- Kanclerz – mgr inż. Piotr Kusznieruk
- Prorektor ds. Organizacji i Rozwoju – mgr Jarosław Gerard Podolski

## Wydziały i instytuty
- Ekonomii, Zarządzania i Finansów
- Turystyki
- Międzyuczelniany Instytut Dziennikarstwa i Nauk Społecznych w Lublinie
- Międzyuczelniany Instytut Dziennikarstwa i Nauk Społecznych w Radomiu
- Międzyuczelniany Instytut Języków Obcych
- Zachodnia Wyższa Szkoła Handlu i Finansów Międzynarodowych w Zielonej Górze

## Kierunki kształcenia
WSHiFM miała uprawnienia do kształcenia na kierunkach:
- Ekonomia (studia I i II stopnia)
- Finanse i Rachunkowość (studia I stopnia)
- Zarządzanie (studia I stopnia)
- Turystyka i rekreacja (studia I stopnia)

## Studia podyplomowe
- Rachunkowość i finanse
- Statystyka medyczna w ujęciu praktycznym
- Organizacja i obsługa turystyki biznesowej

## Studia MBA
- MBA z Tiffin University
- Finanse Międzynarodowe
- Marketing Międzynarodowy
- Information Technology
- Innowacyjna Energetyka

Międzyuczelniany Instytut Języków Obcych prowadzi kursy językowe: angielskiego, niemieckiego, francuskiego, hiszpańskiego, włoskiego, rosyjskiego, arabskiego, hindi, chińskiego i japońskiego.